# Leptus tiranicus
Leptus (Leptus) tiranicus – gatunek roztocza z kohorty mechowców i rodziny Erythraeidae.
Gatunek ten został opisany w 2006 roku przez Ryszarda Haitlingera.
Roztocz ten ma po jednej szczecinie na kolanach nogogłaszczków, po 6 na stopach nogogłaszczków i 4 szczeciny międzybiodrowe pomiędzy biodrami II a III pary odnóży. Gnatosoma długa. Idiosoma z jedną parą oczu, wklęśniętym przednim brzegiem i około 46 szczecinami na grzbietowej stronie.
Larwy tego roztocza są ektopasożytami prostoskrzydłych.
Gatunek znany Wenezueli.